# 뇨라고추
뇨라고추(ñora--)는 스페인 동부 해안 지방에서 생산되는 재배종 고추이다.

## 사진 갤러리

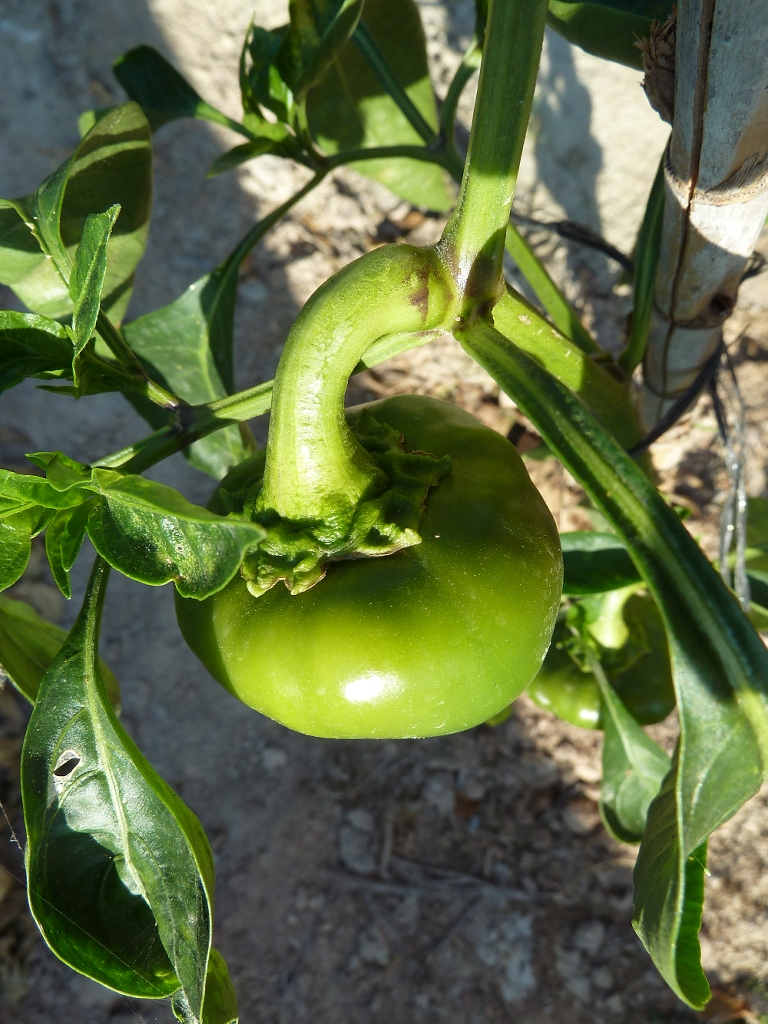
뇨라 풋고추
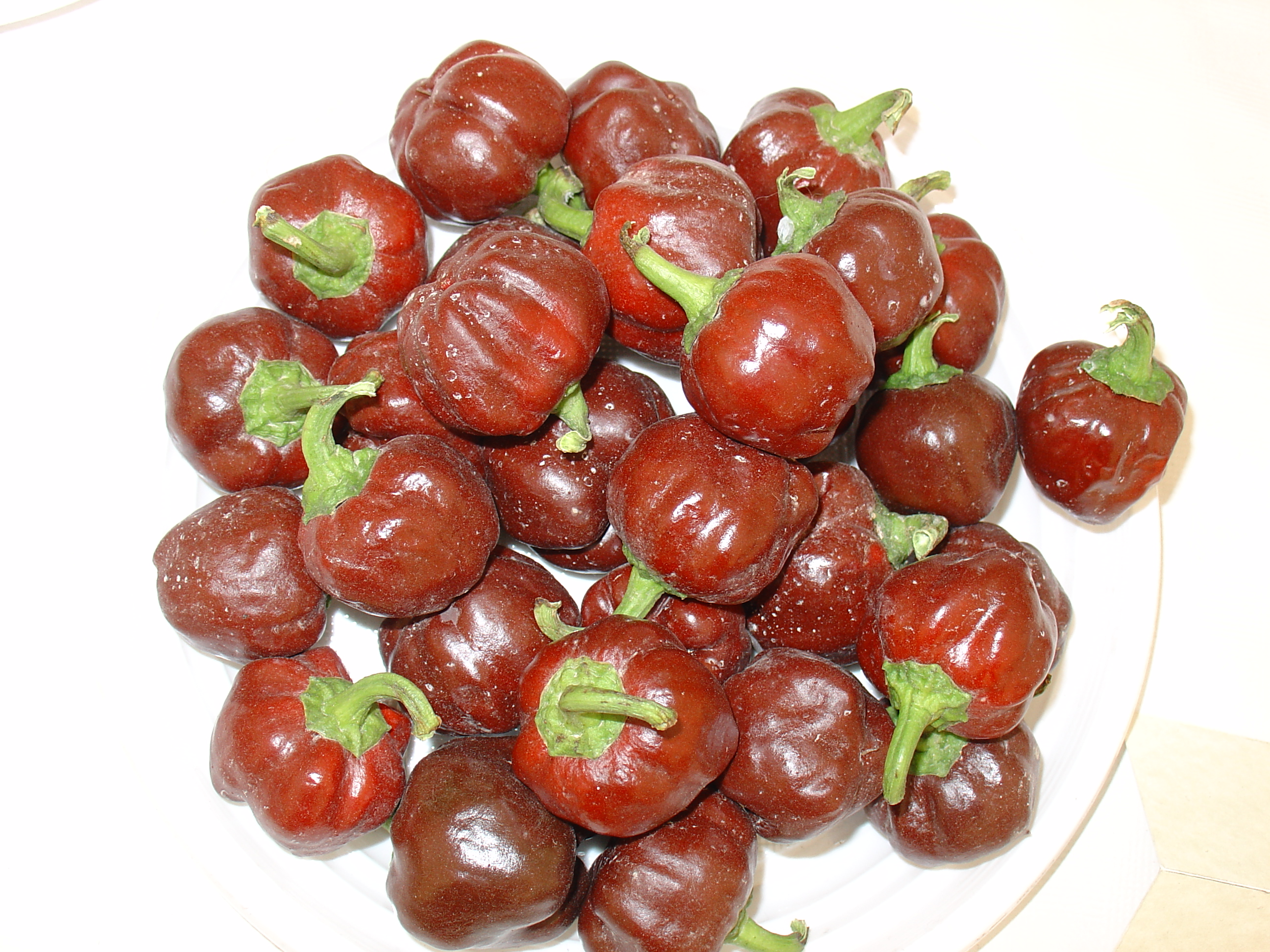
뇨라 홍고추
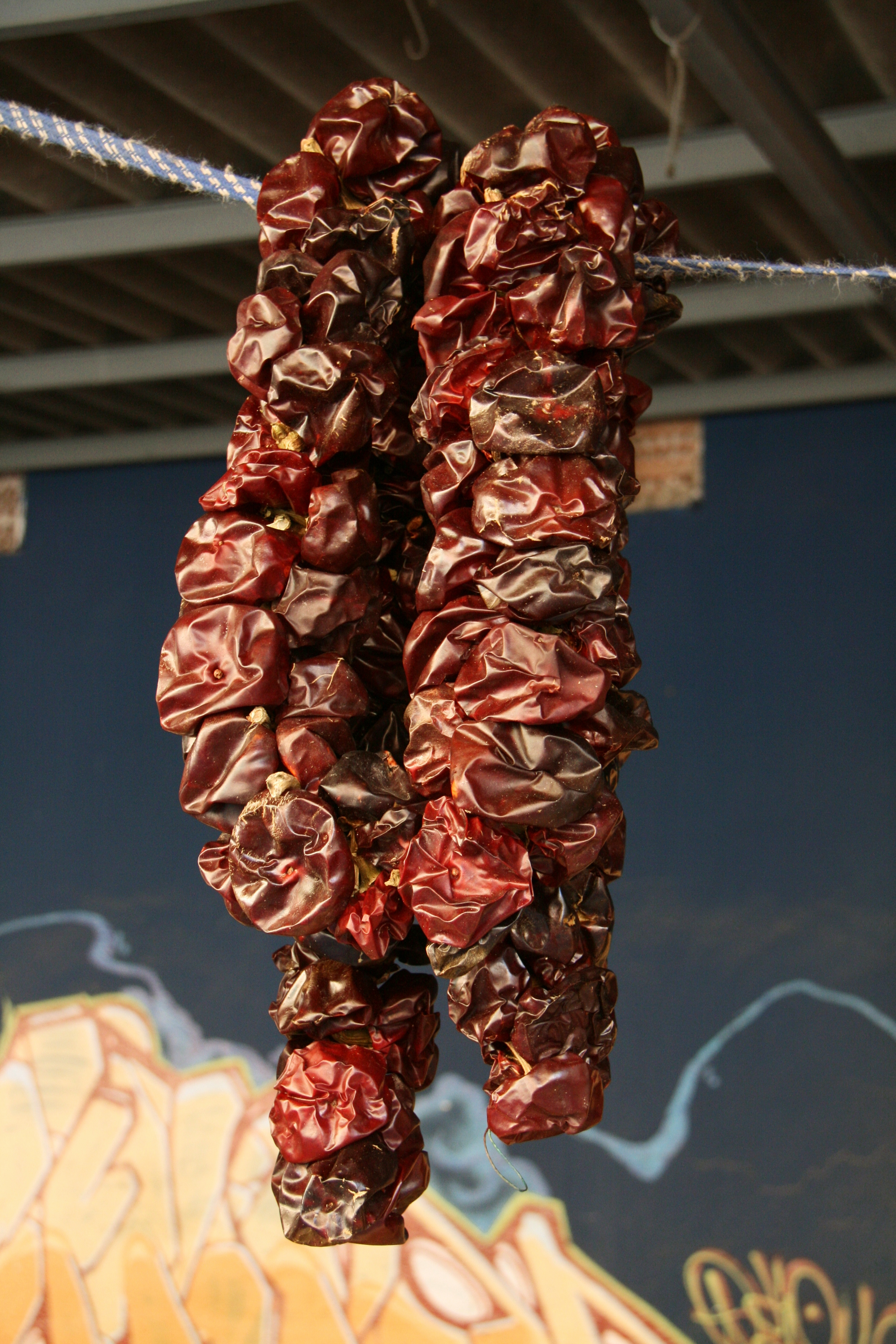
뇨라 건고추
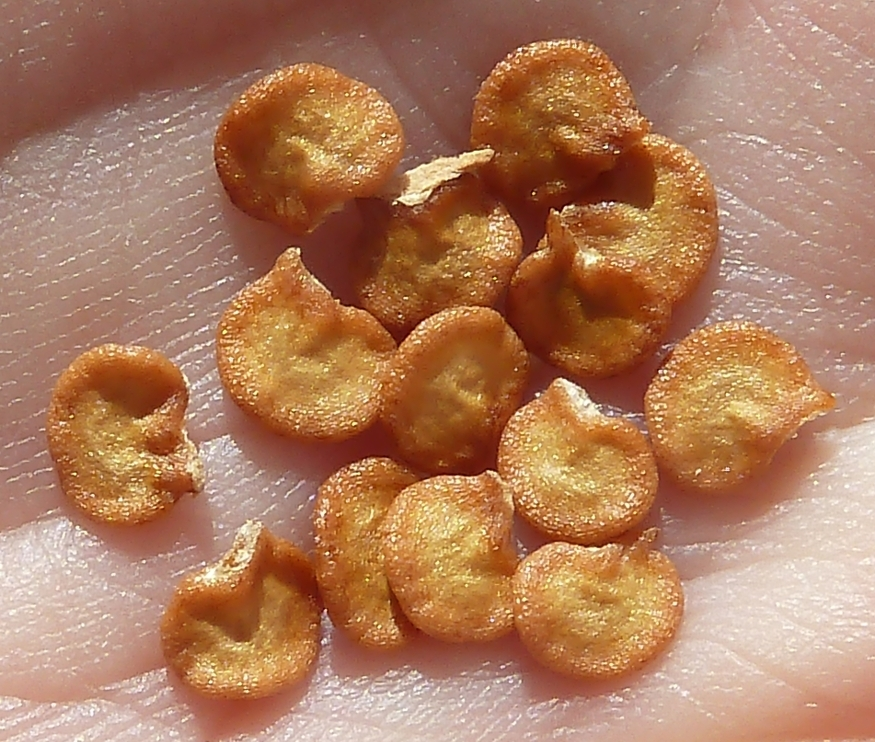
뇨라고추 씨